# Библейски канон
Библейският канон е набор от книги от Библията, признати от Църквата и от християните поотделно за боговдъхновени, т.е. свети писания. Трябва да се има предвид, че вярващите в Исус от Назарет са разделени от различни доктрини и практики в най-различни религиозни организации. Всяка една от тях има различно отношение, какво съдържа канонът.
Книгите включени в библейския канон, представляват в християнството т.нар. Свещено писание и са първоизточници и норми на вярата. Библейският канон се дели на стар и нов завет.